# Jizera

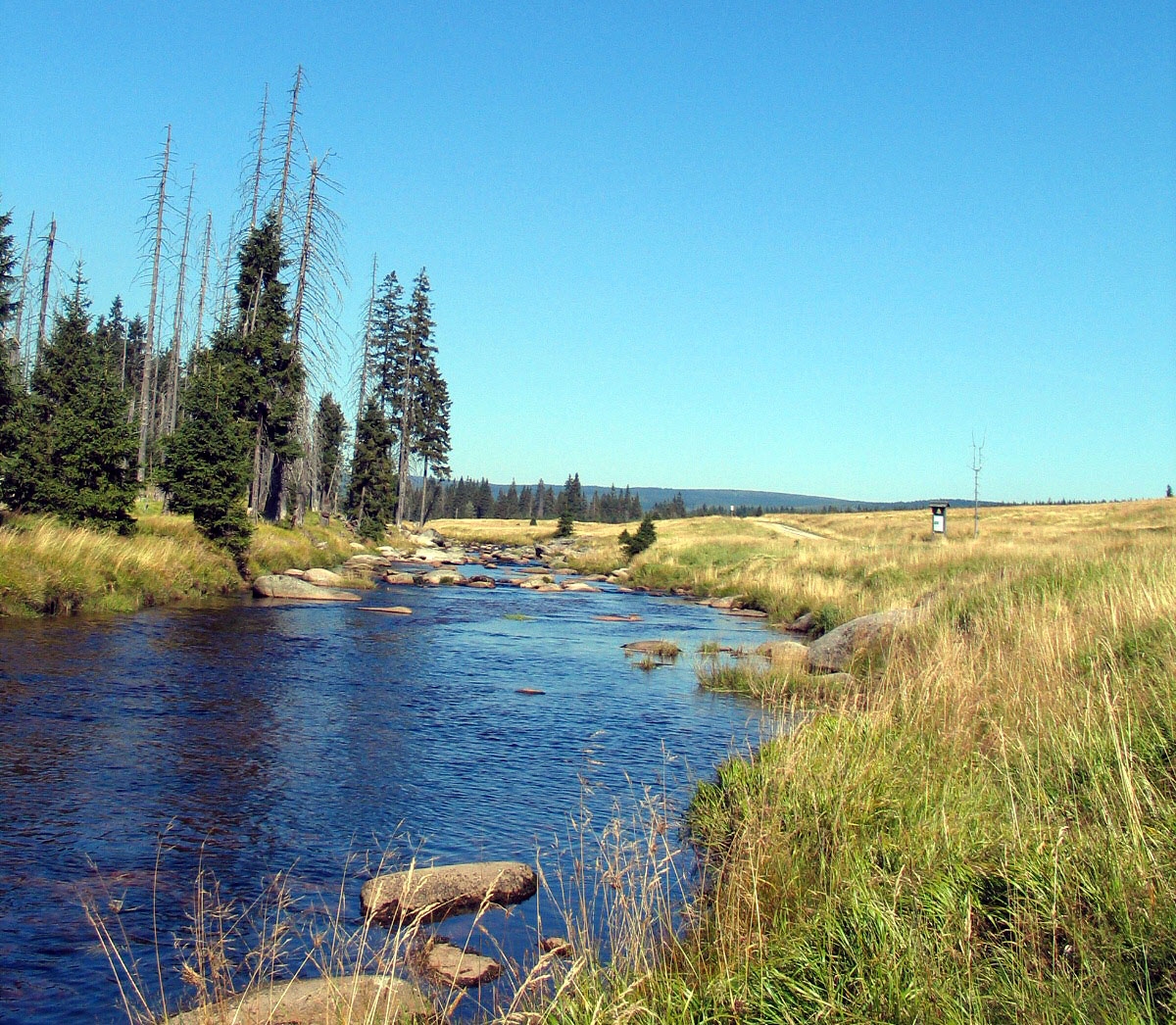
Jizeras övre lopp.

Jizera (tjeckiska) eller Izera (polska), på äldre tyska och svenska Iser, är en biflod till Elbe på gränsen mellan Polen och Tjeckien, i Böhmen och Schlesien.
Den förgrenar sig senare i Stora Jizera som rinner från Isergebirge och Lilla Jizera som rinner från Riesengebirge, och mynnar efter 122 kilometers lopp vid Lázně Toušeň  (tyska: Tauschin).